# Seznam vacovských biskupů
Toto je seznam biskupů vacovské (vácké) diecéze v maďarském Vacově. 

## Biskupové
- svatý Jan (1000–1038)
- Benedikt (též Benetha, Beszteréd - svatý Bystrík nebo Bőd) (1008)
- Kelemen (asi 1055)
- Áron (asi 1075)
- svatý Ladislav (1077–1095)
- Marcel (1103–1119)
- Marcelin (1119–1139)
- Ota (1140–1151)
- Hippolyt (1156–1157)
- Dedács (1158–1169)
- Jób (1170–1183)
- Boleslav / Boleszló (1188–1213)
- Jakub (1213–1221)
- Bereck (1221–1237)
- Matyáš (1237–1240)
- Štěpán II. Bánča / István Báncsa (1241–1243)
- Jeromos (1243–1259)
- Matyáš (1259–1262)
- Filip (1262–1278)
- Tamás (1278–1289)
- László Aba (1289–1293)
- Lukács Aba (1294–1311)
  - Benedikt (1313–1317) (Administrator)
- Vavřinec / Lőrinc (1317–1329)
- Rudolf (1329–1342)
- Michal Széchényi (1342–1362)
- Jan ze Surdis (1363–1375)
- Petr (1375–1400)
- Mikuláš (1401–1405)
  - Nikolas ze Salga?
- Filip (1407–1419)
- Mikuláš Ilsvai (1419–1430)
  - Jan z Bucka (1430)
- Matyáš Gathali (1437–1440)
- Petr Agmándi (1440–1450)
- Vince Szilassi (1450–1473)
- Mikuláš Báthory (1475–1506)
- Jan Gosztony (1507–1510)
- Ferenc Várady (1510–1513)
- László Szalkai (1514–1520) (též arcibiskup ostřihomský)
- Jan Ország (1520–1532)
- Štěpán Brodarics (1537–1539)
- Agostino Sbardelatti (1548–1552)
- Balázs Péterváradi (1553–1560)
- Jan Újlaky (1560–1578)
- Zakariás Mossóczy (1578–1580)
- Martin Pethe (1582–1586)
- Štěpán Mathiassy (1587–1591)
- Štěpán Szuhay (1593–1599) (též arcibiskup jágerský)
- Petr Radovič (1599–1608)
- Pavel Almásy (1608–1621)
- Tamás Balásfy (1621–1622)
- Mikuláš Dallos (1622–1623)
- Štěpán Sennyey (1623–1628)
- Pavel Dávid (1628–1630)
- Jiří Draškovič (1630–1635)
- Gergely Nagyfalvay (1635–1643)
- Jan Püsky (1643–1644)
- Michal Kopcsányi (1644–1646)
- László Hosszútóthy (1646–1648)
- Jan Püsky (1648–1650)
- Matej Tarnóczy (1651–1655)
- Zsigmond Zongor (1655–1658)
- Tamás Pálffy (1658–1660)
- Ferenc Szentgyörgyi (1660–1662)
- Ferenc Szegedy (1663–1669)
- György Pongrácz (1669–1676)
- Ján Gubasóczy (1676–1679) (též biskup nitranský)
- Petr Korompay (1679–1681)
- Jan Kéry (1681–1685)
- Mikuláš Balogh (1685–1689)
- Michal Dvornikovič (1689–1705)
- Imrich Esterházy (1706–1708)
- Zikmund z Kolonic (1709–1716)
- Michal Bedřich z Althanu (1718–1734)
- Michael Karel z Althannu (1734–1756)
- Kryštof Antonín hrabě Migazzi (1756–1757)
- Pavel Forgáč (1757–1759)
- Karel z Eszterházy (1760–1762)
- Kryštof Antonín hrabě Migazzi (1762–1786)
- Ferenc Splényi (1787–1795)
- Karel Ambrož Rakouský-Este (1806–1808)
- László Kámánházy (1808–1817)
- Ferenc Nádasdy (1823–1845)
- Ágoston Roskoványi (1851–1859)
- Antal József Peitler (1859–1885)
- Konštantín Schuster (1886–1899)
- Karel Emanuel de Csáky (1900–1919)
- Árpád István Hanauer (1919–1942)
- József Pétery (1942–1967)
- József Bánk (1969–1974) (poté arcibiskup jágerský)
- Mihály Endrey (1975–1977)
- József Bánk (1978 do 3. března 1987)
- Izidor István Marosi (1987–1992)
- Ferenc Keszthelyi, O.Cist (1992–2003)
- Miklós Beer (2003–2019)
- Zsolt Marton (od roku 2019)